# From Hell (Comic)
From Hell ist eine Graphic Novel von Alan Moore, Eddie Campbell und Pete Mullins über die Jagd auf Jack the Ripper. Der Comic erhielt 2001 den Prix de la critique beim Festival International de la Bande Dessinée d’Angoulême und wurde unter dem gleichen Titel verfilmt.
Der Titel bezieht sich auf die gleich lautende Überschrift eines Briefes, der von vielen Jack the Ripper zugeschrieben wurde.

## Inhalt
Die Autoren haben sich dafür entschieden, ihre Version der Geschichte auf der höchst umstrittenen Theorie von Stephen Knight aufzubauen: Dieser zufolge wurden die Ripper-Morde von dem königlich-britischen Chirurgen William Gull im Auftrag der Krone verübt; Anlass war demnach die unstandesgemäße Ehe zwischen Albert Victor, Herzog von Clarence (Prinz Edward) und Annie Crook, einem einfachen Ladenmädchen, sowie die daraus hervorgegangene Tochter Alice, welche als Erbprinzessin weitreichende Ansprüche der Königsfamilie gegenüber gehabt hätte, was Königin Victoria zu vermeiden trachtete.
Der Comic schildert parallel das Leben der Mordopfer, die Vorgehensweise des Täters sowie die Bemühungen des mit der Lösung des Falls beauftragten Frederick Abberline. Eine zentrale Rolle spielen weiterhin die Londoner Bauten des Architekten Nicholas Hawksmoor, eine Freimaurer-Verschwörung sowie archaische Symbole, Weihestätten und magisches Denken. Der Täter, Gull, führt nicht nur einen Auftrag der Königin Victoria aus, sondern arrangiert die Morde zu einem magischen Ritual, das ihm die Überwindung zeitlicher und räumlicher Schranken gestattet und seiner Ansicht nach das 20. Jahrhundert einläutet.

## Veröffentlichung
Auf Deutsch erschien die Reihe zunächst in drei Bänden zu ca. 200 Seiten. Diese Bände sammelten die einzelnen Kapitel, Prolog, Epilog und Kommentare des Autors sowie einen ausführlichen Nachtrag – dieses Material erschien zuvor bei diversen US-Comicverlagen in Anthologien und Einzelausgaben. Danach gab es eine deutschsprachige Gesamtausgabe, die mit Ausnahme des Covers identisch ist mit der dreibändigen Ausgabe. Im Dezember 2008 ist eine Neu-Edition der Gesamtausgabe als Hardcover, textlich komplett überarbeitet und mit neuer redaktioneller Ausstattung beim Cross-Cult-Verlag erschienen.
Die Autoren verbrachten zehn Jahre damit, alle verfügbaren Details über die Ripper-Morde zu recherchieren, das Stadtbild und die Lebensumstände der verschiedenen Schichten zur damaligen Zeit sowie Varianten der Ripper-Legende und Verschwörungstheorien.
Die Illustrationen sind komplett in Schwarz-weiß gehalten und geben ein niederdrückend detailgetreues Bild des viktorianischen London. Wie in anderen Werken Moores verzichtet auch From Hell gänzlich auf Lautmalereien und zusätzlich die Handlung erläuternde Textkästchen. Allerdings ist in der Gesamtausgabe jedem Kapitel eine extra Seite mit zum Teil sehr langen Zitaten vorangestellt, die inhaltliche Einführungen oder literarische Gedankengänge zu dem folgenden Kapitel vorwegnehmen.
Zudem verfügt die Gesamtausgabe über zwei erläuternde Anhänge von insgesamt 80 Seiten. Der erste Anhang erläutert nach Kapiteln gegliedert ausführlich die Hintergründe, Unterschiede zwischen realen Ereignissen und Comic-Fiktion, Annahmen, Spekulationen und die Entscheidungen der Autoren für bestimmte Darstellungen oder erklärt gar einzelne Bilder und nennt zudem die Quellen der Autoren. Die Übersetzerin Gerlinde Althoff hat diesen Anhang mit weiteren Erläuterungen ergänzt, die ggf. deutsche Ausgaben der Quellen nennen oder spezifische britische Begrifflichkeiten oder Alltäglichkeiten, die im Deutschen nicht unbedingt geläufig sind, erklären. Der zweite Anhang unter dem Titel Tanz der Möwenjäger (engl. The Dance of the Gull-Catchers) ist ein 24-seitiger Comic, in dem die Autoren verschiedene weitere Theorien zu der Täterschaft bzw. den Täterschaften bei den Whitechapel-Morden behandeln.
Die von den Autoren im Anhang zur Aufklärung des Lesers angeführten Fakten sind aber nicht immer ganz richtig. In der Gesamtausgabe bezeichnen sie zum Beispiel auf Seite 7 der Anmerkungen von Königin Victorias Sohn Kronprinz Albert Edward, den späteren König Edward VII. als Stuttering Bertie. Der Stotternde Bertie war aber – wie seit dem Film The King’s Speech nicht nur Briten bekannt – erst der Urenkel Queen Victorias, nämlich Prinz Albert Frederick Arthur George, der spätere König George VI., Vater von Elizabeth II. Auf der nächsten Seite verweisen sie darauf, dass sie eine Quelle, auf die sie sich beziehen, nicht mehr ausfindig machen können.

## Rezeption
In der Gesamtausgabe sind auf dem Vortitel (positive) Zitate deutscher und internationaler Medien vorangestellt, u. a. aus Die Welt, Süddeutsche Zeitung, The Guardian, Le Monde etc. Des Weiteren werden genannt:
- In seinem opus magnum erzählt Moore mit der Akribie eines Historikers und dem Erfindungsreichtum eines echten Romanciers […] (stern)[2]
- Eine der ambitioniertesten und formal innovativsten historischen Erzählungen der letzten Jahre. Es ist genau die Art von Buch, die sofort in den Bestsellerlisten auftauchen sollte. Oder auch würde, wäre es ein Roman. Aber das ist es nicht. Es ist ein Comic. (The Independent)[2]

Der Spiegel betonte in seiner ersten Rezension nach Erscheinen des dritten Einzelbandes bewundernd die Vielschichtigkeit des Werkes: Alan Moores Comic-Roman „From Hell“ ist ein Mammutwerk, das alle Dimensionen sprengt. […] Es ist jedoch ein Kaleidoskop des viktorianischen Zeitalters, das Alan Moore hier erschaffen hat, einer Zeit, die ihre Fänge weit ins kommende Jahrhundert erstreckte. Im weiteren Verlauf wird auf die im Comic verarbeiteten Vorlieben des Autors für die Theorien C.G. Jungs hingewiesen und dass Moore trotz der Vielschichtigkeit das Ziel eines spannenden Thrillers nicht aus den Augen verloren habe. Zudem wird eine maßgebliche Intention des Autors beim Verfassen des Werks herausgestellt: Moore betont immer wieder, wie egal die wahre Identität des Täters eigentlich ist: „Ich habe keine Geschichte über Jack the Ripper geschrieben, ich habe über unsere Besessenheit von Jack the Ripper geschrieben. Da er nie enttarnt wurde, ist er ein grenzenloser schwarzer Schatten. Er kann alles sein, was wir uns ausdenken.“

## Verfilmung
2001 folgte dem Erfolg des Comics eine Verfilmung mit Johnny Depp als Abberline, Heather Graham als Marie Kelly und Ian Holm als Gull in den Hauptrollen. Der Film weicht in vielen Punkten stark von der Vorlage ab. Er baut die private Bekanntschaft zwischen Abberline und Kelly im Comic zu einer Art Liebesgeschichte aus, die die Motivation Inspektor Abberlines in dieser Mordsache anders darstellt. Vor allem das Ende unterscheidet sich wesentlich; darüber hinaus opfert der Film die komplexe Rahmenhandlung und konzentriert sich auf die Aufklärung des Falles.

## Ausgaben
- From Hell, Band 1. 2000 (Softcover), 196 S., deutsch von Gerlinde Althoff, Verlag Thomas Tilsner – Edition Speed Comics, Bad Tölz, ISBN 3-933773-34-2
- From Hell, Band 2. 2001 (Softcover), 196 S., deutsch von Gerlinde Althoff, Verlag Thomas Tilsner – Edition Speed Comics, Bad Tölz, ISBN 3-933773-35-0
- From Hell, Band 3. 2001 (Softcover), 196 S., deutsch von Gerlinde Althoff, Verlag Thomas Tilsner – Edition Speed Comics, Bad Tölz, ISBN 3-933773-36-9
- From Hell – Ein Melodrama in sechzehn Teilen, Gesamtausgabe, 2002 (Softcover), ca. 600 S., Seitennummerierung jeweils nach Kapiteln, deutsch von Gerlinde Althoff. Verlag Thomas Tilsner – Edition Speed Comics, Bad Tölz, ISBN 3-936068-29-1
- From Hell – Ein Melodrama in sechzehn Teilen, Gesamtausgabe, 2008 (Hardcover), ca. 600 S., Seitennummerierung jeweils nach Kapiteln, deutsch von Gerlinde Althoff. Cross Cult, Asperg, ISBN 978-3-936480-53-5; Neuauflage 2015 (Softcover), ISBN 3-86425-813-8
- From Hell – Ein Melodrama in sechzehn Teilen, Gesamtausgabe, 2013 (Hardcover), ca. 600 S., Seitennummerierung jeweils nach Kapiteln, deutsch von Gerlinde Althoff. Süddeutsche Zeitung Bibliothek #1, München, ISBN 978-3-86497-102-0